# ميخائيل رايلي
ميخائيل رايلي هو لاعب كرلنغ كندي، ولد في 1945.

## وصلات خارجية
- ميخائيل رايلي على موقع الاتحاد الدولي للكرلنغ (الإنجليزية)